# Extinction - Sopravvissuti
Extinction - Sopravvissuti (Extinction) è un film del 2015 diretto da Miguel Ángel Vivas. È una pellicola horror fantascientifica apocalittica che si basa sul romanzo Y pese a todo di Juan de Dios Garduño e ha come interpreti principali Matthew Fox e Jeffrey Donovan.

## Trama
Nove anni dopo che un'epidemia ha trasformato la maggior parte della popolazione in creature mostruose e fameliche, un ristretto gruppo di sopravvissuti vive in tranquillità nella gelida e nevosa Harmony. Ma improvvisamente le creature ricompaiono, perfettamente adattate al nuovo clima e più fameliche di prima. Due uomini e una bambina dovranno lottare per la sopravvivenza.

## Produzione
Le riprese hanno avuto luogo per nove settimane a Budapest e in varie zone dei Pirenei.

## Distribuzione
Il film è stato presentato in anteprima al Fantasia International Film Festival in Canada a luglio 2015, per poi essere distribuito nelle sale cinematografiche statunitensi il 31 luglio dello stesso anno. In Spagna è stato distribuito il 14 agosto 2015, mentre in Italia è uscito direttamente per il mercato home video nel settembre 2015.